# Адолф Йозеф фон Шварценберг
Адолф Йозеф Йохан Едуард фон Шварценберг (на немски: Adolf Josef Johann Eduard, 8.Fürst zu Schwarzenberg, Herzog von Krummau; * 18 март 1832, Виена; † 5 октомври 1914, Либежиц/Libějovice/, окръг Страконице, Бохемия/Чехия) е 8. княз на Шварценберг, херцог на Крумау.

## Живот
Той е син на 7. княз Йохан Адолф II фон Шварценберг (1799 – 1888) и съпругата му принцеса Елеонора фон Лихтенщайн (1812 – 1873), дъщеря на фелдмаршал-лейтенант княз Мориц фон Лихтенщайн (1775 – 1819) и принцеса Мария Леополдина Естерхази де Галанта (1788 – 1846).
През 1889 г. Адолф Йозеф става рицар на австрийския орден на Златното руно. Той умира на 82 години на 5 октомври 1914 г. в Либежиц в Бохемия/Чехия.

## Фамилия
Адолф Йозеф фон Шварценберг се жени на 4 юни 1857 г. във Виена за принцеса Ида Хуберта Мария фон Лихтенщайн (* 17 септември 1839, Айзгруб, Моравия; † 4 август 1921, Либежиц), дъщеря на 11. княз Алойз II фон Лихтенщайн (1796 – 1858) и графиня Франциска де Паула Барбара Романа Бернхарда Кински фон Вчиниц-Тетау (1813 – 1881). Те имат 9 деца:
- Елеонора Йохана Мария (* 24 юни 1858, Зеебенщайн; † 14 февруари 1938, Моор), омъжена на 22 май 1883 г. във Виена за граф Хайнрих фон Ламберг (* 16 юли 1841, Братислава; † 17 октомври 1929, Отенщайн)
- Йохан Непомук Адолф Мария Хуберт Максимин (* 29 май 1860, Виена; † 1 октомври 1938, Виена, погребан в Требон), 9. княз на Шварценберг, херцог на Крумау, 1915 г. рицар на Ордена на Златното руно, женен на 27 август 1889 г. във Виена за графиня Тереза фон Траутмансдорф-Вайнсберг (* 9 февруари 1870; † 12 август 1945); имат 8 деца
- Франциска де Паула (* 21 септември 1861, Фрауенберг; † 28 декември 1951, Хорт, Унгария), омъжена на 14 април 1880 г. във Виена за граф Миклос Мориц Естерхази де Галанта (* 20 септември 1855; † 21 януари 1925)
- Алоиз Йоханес Мария Аполинарис Хубертус (* 23 юли 1863, Либежиц; † 3 март 1937, Найроби)
- Мария Алойзия (* 31 март 1865, Виена; † 12 април 1943, Виена), абатиса на Бенедиктинките в манастир „Св. Габриел“, Смихов, Прага и „Св. Габриел“, Бертхолдщайн, Щирия – „сестра Бенедикта“
- Феликс Медардус Хуберт (* 8 юни 1867, Либежиц; † 18 ноември 1946, Густерхайм), принц, женен на 15 юни 1897 г. в Клайнхойбах за принцеса Мария Анна фон Льовенщайн-Вертхайм-Розенберг (* 28 септември 1873, Клайнхойбах; + 27 юни 1936, Виена); имат 5 деца
- Георг Мария Хубертус Панталеон (* 27 юли 1870, Либежиц; † 20 май 1952, Мариенхоф), принц
- Карл Панталеон Мария Хуберт (* 10 август 1871, Либежиц; † 1 април 1902, Шанхай, Китай, погребан в Требон)
- Тереза Мария Хуберта Агнес Франциска Херменгилда (* 13 април 1873, Витингау (Требон), Бохемия; † 27 октомври 1946, Прага)